# لاكوندريت
لاكوندريت Achondrite هو نيزك حجري لا يحتوي على كوندريلات.
```
يتكون من مادة تشبه البازلت الأرضي أو الصخور البلوتونية، وقد تم تمييزه وإعادة معالجته بدرجة أقل أو أكبر بسبب الذوبان وإعادة التبلور على أو داخل أجسام النيازك الأم..
[
3
]
[
4
]
 ونتيجة لذلك، فإن اللاكوندريتات لها نسيج ومعادن مميزة تشير إلى عمليات نارية تمت فر درجات حرارة عالية
[
5
]
 ونتيجة لذلك، تتميز اللاكوندريتات بقوام ومعادن مميزة تشير إلى عمليات في حرارة عالية قد تمت فيها.
[
6
]
```

اللاكوندريتات تشكل حوالي 8% من النيازك بشكل عام، وينتمي معظمها (حوالي 2/3) إلى فئة HED، والتي ربما نشأت من قشرة كويكب فيستا. تشمل أيضا أنواع أخرى مريخية وقمرية، وكذلك تشكل العديد من الأنواع التي يُعتقد أنها نشأت من كويكبات لم تتم دراستها بعد. تم تحديد هذه المجموعات على أساس النسبة الكيميائية للحديد/المنجنيز ونسب نظائر الأكسجين 17-O-18: O الموجودة في تلك النيازك، والتي يُعتقد أنها "بصمات" مميزة لأجرام سماوية تعتبر الأم لها في الأصل.

## التصنيف
تُصنف النيازك اللاكوندريتية إلى المجموعات التالية:
- لاكوندريت بدائي
- لاكوندريت كويكبي
- نيازك قمرية
- نيازك مريخية

### اللاكوندريت البدائي
اللاكوندريتات البدائية، المعروفة أيضًا بمجموعة PAC، سُميت بهذا الاسم لأن تركيبها الكيميائي "بدائي" ، بمعنى أنه يُشبه تركيب الكوندريتات، إلا أن نسيجها ناري، مما يدل على عمليات انصهار تعرضت لها. تنتمي إلى هذه المجموعة:
- الأكابولكويت (نسبةً إلى نيزك أكابولكو، المكسيك)
- لودرانيت (نسبةً إلى نيزك لودران)
- وينونايت (نسبةً إلى نيزك وينونا)
- يوريليت (نسبةً إلى نيزك نوفي يوري، روسيا)
- براكينيت (نسبةً إلى نيزك براتشينا)

### اللاكوندريتات الكويكبية
اللاكوندريتات الكويكبية، والتي تُسمى أيضًا الأكوندريتات المتطورة، سُميت بهذا الاسم لأنها "تمايزت" على الجسم الأم. هذا يعني أن تركيبها المعدني والكيميائي قد تغير بفعل عمليات الانصهار بالحرارة والتبلور. تُقسم إلى عدة مجموعات:
- نيازك HED (فيستا). ربما تكون قد نشأت على الكويكب 4 فيستا نظرًا لتشابه أطياف انعكاسها بشكل كبير.[9]

سـٌميت هذه النيازك نسبةً إلى الأحرف الأولى من المجموعات الفرعية الثلاث:
الهاوارديت
اليوكريت
الديوجينيت
الأنغريت
الأوبريت

### النيازك القمرية
النيازك القمرية هي نيازك نشأت من القمر.

### النيازك المريخية
النيازك المريخية هي نيازك نشأت من المريخ. وهي مقسمة إلى ثلاث مجموعات رئيسية، باستثناء مجموعتين (انظر آخر مجموعتين):
- الشيرجوتيت
- النخلات
- الشاسينيت
- النيازك المريخية OPX (ALH 84001)
- عينات الريجوليث/التربة (NWA 7034 ومقارناتها)